# 賀茂大川
賀茂 大川（かも の おおかわ）は、奈良時代の貴族。従六位上・賀茂牧手の子とする系図がある。官位は従五位上・伊賀守。

## 経歴
天平宝字8年（764年）藤原仲麻呂の乱の功労により従五位下に叙爵。天平神護3年（767年）大監物次いで内匠助に任ぜられた後、8月に長門守として地方官に転じる。
宝亀2年（771年）木工助に任ぜられると、のち弾正弼・内蔵助と光仁朝では京官を歴任する。
桓武朝でも、神祇大副・大蔵少輔と京官を歴任。延暦10年（791年）に27年ぶりに昇叙され従五位上となるが、間もなく伊賀守に任ぜられ、再び地方官を務めている。

## 官歴
- 時期不詳：正六位上
- 天平宝字8年（764年） 10月7日：従五位下
- 天平神護3年（767年） 3月20日：大監物。7月10日：内匠助。8月29日：長門守
- 宝亀2年（771年） 9月16日：木工助
- 宝亀3年（772年） 4月20日：弾正弼
- 宝亀8年（777年） 10月13日：内蔵助
- 天応元年（781年） 5月25日：神祇大副
- 延暦2年（783年） 6月21日：大蔵少輔
- 延暦8年（789年） 5月28日：神祇大副
- 延暦10年（791年） 正月7日：従五位上。正月22日：伊賀守